# 绿顶啄花鸟
绿顶啄花鸟（学名：Dicaeum nigrilore），是啄花鸟科啄花鸟属的一种，为菲律宾的特有种。该物种的保护状况被评为无危。
绿顶啄花鸟的平均体重约为11.0克。栖息于亚热带或热带的湿润低地林。